# Вярттё, Яркко
Яркко Вярттё (фин. Jarkko Värttö; 24 февраля 1989, Эспоо, Финляндия) — финский футболист, защитник. Может сыграть на позиции полузащитника, но его основное амплуа защитник.

## Карьера
Свой первый матч в высшем дивизионе провёл в 2009 году, выступая за «Лахти». До этого числился в заявке клуба «Хонка», но в его составе ни разу не выходил на поле. В составе «Лахти» не удалось закрепиться в основном составе, и Вярттё после окончания сезона-2010 переходит в «Тампере Юнайтед», где провёл полгода без игровой практики. Летом 2011 года перешёл в «Мариехамн».

## Карьера в сборной
Провёл 3 матча за молодёжную сборную Финляндии.